# Walter Kypke
Walter Kypke (Stettino, 22 settembre 1893 – Magdeburgo, 6 giugno 1924) è stato un militare e aviatore tedesco, asso dell'aviazione durante la prima guerra mondiale accreditato di 9 vittorie aeree.

## Biografia
Walter Kypke nasce il 22 settembre 1893 a Stettino, nell'allora Regno di Prussia (oggi appartenente alla Polonia). Allo scoppio della prima guerra mondiale entra nell'esercito imperiale tedesco come volontario. Nel 1915 inizia la formazione per ottenere il brevetto da pilota.

### Il servizio in aviazione
Dopo l'ottenimento del brevetto Kypke viene inviato a prestare servizio prima presso Feldflieger Abteilung 2 e subito dopo presso la Fieldflieger-Abteilung 57. Nel mese di febbraio 1916, con l'intensificarsi delle battaglie aeree, Kypke viene trasferito in una nuova unità di aerei monoposto creata appositamente per contrastare la flotta aerea nemica, la Kampfeinsitzerkommando (KEK) Avillers. Nel mese di agosto ottiene la sua prima vittoria aerea. Viene trasferito per un brevissimo periodo presso la Jagdstaffel 14 prima di passare nella Jagdstaffel 41. Il 3 settembre 1917 ottiene la sua seconda vittoria aerea abbattendo un Salmson sopra la cittadina francese di Rodern. Questo è stato il primo abbattimento aereo della squadriglia. Pochi giorni dopo, il 16 settembre, abbatte un terzo velivolo nemico, un Sopwith 1½ Strutter nei pressi di Colmar. Un mese dopo, il 16 ottobre 1917, ottiene altre due vittorie aeree diventando così un asso dell'aviazione. Il 27 ottobre viene trasferito al comando temporaneo della Kampfeinsitzerstaffel 5. Durante la permanenza in questa unità ottiene la vittoria numero sei abbattendo un Nieuport sopra Hagenbach il 5 novembre 1917. Il 6 dicembre lascia il comando di questa unità e il 26 viene trasferito presso un'unità da caccia di nuova formazione, la Jagdstaffel 47 assumendone sin da subito il comando. Kypke rimarrà in questa squadriglia per tutta la durata della guerra ottenendo altre 3 vittorie aeree.

## La morte
Walter Kypke sopravvive alla prima guerra mondiale, ma rimane vittima di un incidente aereo il 6 giugno 1924 nei pressi della città di Magdeburgo.